# Leachia ellipsoptera
Leachia ellipsoptera är en bläckfiskart som först beskrevs av Adams och Reeve 1848.  Leachia ellipsoptera ingår i släktet Leachia och familjen Cranchiidae. Inga underarter finns listade i Catalogue of Life.